# Laguna Española
La Laguna Española (en neerlandés: Spaans Lagoen) con una superficie de agua de alrededor de 12 hectáreas o 0,12 kilómetros cuadrados, es la única laguna en la isla de Aruba un país autónomo del Reino de los Países Bajos en las Antillas Menores.
Tiene aproximadamente 1,7 km de largo y un promedio de 20 metros de ancho, el nombre de la laguna hace referencia al tiempo en que los colonos españoles desembarcaron allí en el siglo XV y fundaron la actual ciudad de Pos Chikito.
Hoy la Laguna española es conocida por su uso diverso en el sector marítimo. Se utiliza para la pesca, es el punto de partida de paseos en kayak, y hay amarres para embarcaciones. Se caracteriza especialmente por la variedad de aves que tienen sus nidos allí. La Laguna española es también un santuario de aves según la Convención de Ramsar en lo que se refiere a Aruba. En la parte interior de la laguna hay densos manglares. En el bosque de manglar existen reptiles y mamíferos. Muchas aves acuáticas obtienen su comida y anidan en las copas de los árboles.
A la entrada de la laguna, se encuentra el puerto pesquero de Pos Chikito y también hay un mercado de pescado en el puerto, que ofrece pescado fresco todos los días.